# Aït Aziza
 (juillet 2020).
Si vous disposez d'ouvrages ou d'articles de référence ou si vous connaissez des sites web de qualité traitant du thème abordé ici, merci de compléter l'article en donnant les références utiles à sa vérifiabilité et en les liant à la section « Notes et références ».

Aït Aziza (en tamazight : ⴰⵢⵜ ⴰⵣⵉⵣⴰ , Ayt ɛziza ; en arabe : آيت عزيزة ) est une tribu berbère située dans les deux communes rurales d'Oum Errabiâ et d'El Hammam, province de Khénifra dans la région Béni Mellal-Khénifra au Maroc.
La tribu est limitrophe des Zayanes (Aït Boumazzough et Aït 3ammou Aissa) du côté sud et sud-est et a des frontières communes avec la tribu des Aït Myill du côté nord (province d'Ifrane).
Elle est composée de six (fractions) Assoune أسون :
- Aït Brahim (آيت ابراهيم)
- Aït Said (آيت اسعيد)
- Aït Hmad (آيت احماد)
- Aït Belaachi (آيت بلعاشي)
- Aït Itto Akki (آيت يطو أوعكي)
- Aït Bouazza (آيت بوعزة)

## Répartition
La capitale de cette tribu est IghRam N'Aziza Ksar Aziza (en arabe : قصرعزيزة).